# Pieter Baan
Pieter Aart Hendrik Baan (Magelang, 22 oktober 1912 - Utrecht, 18 juli 1975) was een Nederlands forensisch psychiater en gevangenisdirecteur gespecialiseerd in het gedrag van criminelen.
Hij was tevens de eerste geneesheer-directeur vanaf 1949 van de door hem opgerichte Psychiatrische Observatie Kliniek (POK) van het Ministerie van Justitie te Utrecht. Hij ging uit van de behandelbaarheid van criminelen, waardoor een herhaling van crimineel gedrag kan worden voorkomen. Daarnaast dienden ze een vriendelijke, menselijke behandeling te krijgen. Door het combineren van vele disciplines uit de geesteswetenschappen zal beter inzicht in de persoonlijkheid van de crimineel mogelijk zijn. De adviezen worden aan de strafrechters voorgelegd ter bepaling van het vonnis. Deze POK-kliniek (eigenlijk een Huis van Bewaring) is inmiddels naar hem genoemd als het Pieter Baan Centrum.
Hij stichtte tevens het Selectie-Instituut (SI) - nu genoemd het Dr. F.S. Meijers Instituut - ten behoeve van de tenuitvoerlegging van de maatregelen tbs, wanneer de crimineel gevonnist was. Hierdoor is de gelijksoortige behandeling van de crimineel met een geestesstoornis in de gevangenis verder mogelijk.
Vanaf 1957 tot 1963 was hij hoogleraar aan de Rijksuniversiteit Groningen. Hij werd daar opgevolgd door Kuno van Dijk.